# Горка (Кулибаровский сельсовет)
Го́рка — деревня в Бабушкинском районе Вологодской области России. Входит в состав Миньковского сельского поселения, с точки зрения административно-территориального деления — в Кулибаровский сельсовет.

## География
Стоит у рек Дмитриевка, Лавница, Мордвинка.

### Географическое положение
Расстояние до районного центра села имени Бабушкина по автодороге — 29 км, до центра муниципального образования Миньково по прямой — 6 км. Ближайшие населённые пункты — Демьянцево, Глебково, Кулибарово.

## Население
| 2010 |
| ---- |
| 69   |

## Гендерный и национальный состав
По переписи 2002 года население — 87 человек (43 мужчины, 44 женщины). Преобладающая национальность — русские (97 %).

## Инфраструктура
Личное подсобное хозяйство.

## Транспорт
Деревня доступна автотранспортом через автодорогу 19К-035.